# Gignod
Gignod település Olaszországban, Valle d’Aosta régióban. Lakosainak száma 1675 fő (2023. január 1.). Gignod Aosta, Doues, Saint-Oyen, Sarre, Allein, Saint-Rhémy-en-Bosses, Étroubles, Roisan és Saint-Pierre községekkel határos.

## Népesség
A település lakossága az elmúlt években az alábbi módon változott:
| Lakosok száma | 1714 | 1727 | 1675 |
|               | 2017 | 2018 | 2023 |